# Primavera, Jalisco
Primavera är en ort i Mexiko.   Den ligger i kommunen Unión de San Antonio och delstaten Jalisco, i den centrala delen av landet, 300 km nordväst om huvudstaden Mexico City. Primavera ligger 1 917 meter över havet och antalet invånare är 113.
Terrängen runt Primavera är platt västerut, men österut är den kuperad. Runt Primavera är det mycket tätbefolkat, med 1 313 invånare per kvadratkilometer. Närmaste större samhälle är León de los Aldama, 15,8 km sydost om Primavera. I omgivningarna runt Primavera växer huvudsakligen savannskog.